# هومر بليس
هومر بليس (بالإنجليزية: Homer Bliss)‏ هو لاعب كرة قدم أمريكية أمريكي، ولد في 16 أغسطس 1904 في بيفرتون في الولايات المتحدة، وتوفي في 1970.

## وصلات خارجية
- هومر بليس على موقع مرجع كرة القدم المحترفة.كوم (الإنجليزية)